# José Théodore
José Nicholas Théodore (ur. 13 września 1976 w Laval, Quebec) – kanadyjski hokeista, w latach 1995–2013 gracz NHL; reprezentant Kanady.

## Kariera klubowa
- Richelieu Regents (1990–1991)
- Richelieu Riverains (1991–1992)
- Saint-Jean Lynx (1992–1995)
- Hull Olympiques (1994–1996)
- Montreal Canadiens (1995-2006)
  - Fredericton Canadiens (1996−1999)
  - Quebéc Citadelles (2000–2001)
  - Djurgårdens IF (2004–2005) – lokaut w NHL
- Colorado Avalanche (2005–2008)
- Washington Capitals (2008–2010)
- Minnesota Wild (2010–2011)
- Florida Panthers (2011–2013)

## Kariera reprezentacyjna
- Reprezentant Kanady na MŚ w roku 2000
- Reprezentant Kanady na PŚ w roku 2004

## Sukcesy
Indywidualne
- Zdobywca Vezina Trophy w sezonie 2001–2002
- Zdobywca Hart Memorial Trophy w sezonie 2001–2002
- Największy procent obronionych strzałów (.931) w sezonie 2001–2002
- Uczestnik Meczu Gwiazd NHL w sezonie 2003–2004
- Zdobywca Bill Masterton Memorial Trophy w sezonie 2009–2010

Reprezentacyjne
- Złoty medal z reprezentacją Kanady na PŚ 2004